# Maurice Lede
Maurice Lede (Alkmaar, 1 maart 1986) is een Nederlands televisiepresentator van onder andere het televisieprogramma Het Klokhuis.

## Biografie
Lede is een zoon van een Surinaamse vader en een Nederlandse moeder. Hij studeerde rechten aan de Vrije Universiteit te Amsterdam. Zijn masterthesis ging over de auteursrechtelijke bescherming van televisieformats. Naast zijn studie presenteerde hij in 2008–2010 voor commerciële regionale omroep Regio22 en liep hij in 2010 stage als programma-ontwikkelaar bij producent Eyeworks. Van 2011 tot 2018 presenteerde hij Het Klokhuis. Lede woont in Amsterdam.
Voor NTR's Schooltv-weekjournaal presenteerde Lede in 2012 de Verkeersquiz. Tijdens de Top 2000 van 2012 op Radio 2 presenteerde hij overdag ieder uur op Cultura 24 het Top 2000-journaal. En voor de NTR deed hij in 2012, 2013 en 2014 verslag van de Uitmarkt op NPO Cultura en op NPO 2.
In 2014 deed Lede mee aan Wie is de Mol?, waar hij de eerste afvaller was.
In juni 2014 presenteerde hij ARTclips, waarin hij praatte met kunstenaars, studenten en galeriehouders over kunst.
Op 7 juni 2014 zond NTR en Bosch Film de door Lede gemaakte documentaire Wrakstukken uit op NPO 2. Het is de eerste documentaire van Lede en gaat over de SLM-vliegramp van 7 juni 1989, precies 25 jaar voor de uitzending. Bij de ramp verloor Lede zijn neef, profvoetballer Andy Scharmin en twee tantes. In de film bracht Lede een bezoek aan de rampplek en onderzocht hij hoe zijn familie omgaat met het enorme verlies.
Rondom Serious Request 2014 presenteerde hij samen met Klaas van Kruistum vanaf de Grote Markt in Haarlem de liveshow Zapp Goes Serious.
In 2014 en 2015 presenteerde Maurice Lede het televisieprogramma Zapp Music Challenge. In dit programma op NPO Zapp voerden zes jonge muziektalenten onder de vleugels van beroemde artiesten een optreden uit.
In 2015 sprak Lede de Nederlandse versie van de film Mysteries of the Unseen World in.
Lede reisde in augustus 2015 voor het programma Zapp Your Planet Expeditie naar Borneo.
Voor NPO Cultura presenteerde hij de tv-special rondom Amsterdam Dance Event 2015.
Lede was met vrienden in Parijs, dicht bij de Aanslagen in Parijs van november 2015. Hij bleef op de plek van de incidenten om reportages te maken.
Lede is sinds september 2016 presentator van het BNNVARA-programma 3 op Reis. Zijn eerste reis voor het programma ging naar de Caraïben.
Hij is ook een van de hoofdpresentatoren geweest van de revival van Jules Unlimited in 2017. Ook was hij een van de presentatoren  van 3 op Reis Midweek (2017-2018) en Trippers (2018-2019).
In 2022 wist Lede Het perfecte plaatje in Argentinië te winnen. Daarvoor werd hij beloond met een eigen expositie in Museum Hilversum.